# BTuFC Toscana
Der BTuFC Toscana war ein kurzlebiger Fußball- und Cricketverein aus Berlin. Er war einer der 86 Gründungsvereine des Deutschen Fußball-Bundes. 

## Geschichte
Der Verein wurde in den 1890er Jahren gegründet und trat dem Deutschen Fußball- und Cricket Bund (DFuCB) bei. Der Namensbestandteil Thorball bezog sich auf die damals übliche deutsche Bezeichnung für Cricket.
In den Jahren 1898 und 1900 spielten die Fußballer des Vereins in der höchsten Spielklasse des DFuCB. Auf der Gründungsversammlung des Deutschen Fußball-Bundes am 28. Januar 1900 in Leipzig wurde der BTuFC Toscana durch den Berliner Fußballfunktionär Richard Schröder vertreten. Über die weitere Geschichte des Vereins ist nichts bekannt.